# 1000dokumente.de
1000dokumente.de umfasst die beiden Online-Editionen 100(0) Schlüsseldokumente zur deutschen Geschichte im 20. Jahrhundert und 100(0) Schlüsseldokumente zur russischen und sowjetischen Geschichte, die von der Bayerischen Staatsbibliothek angeboten und vom Lehrstuhl für Osteuropäische Geschichte der Friedrich-Alexander-Universität Erlangen-Nürnberg redaktionell betreut werden.
Die Dokumenteneditionen stellen überwiegend Textdokumente, aber auch Bilder, Audio- und Videodokumente zur deutschen Geschichte des 20. Jahrhunderts bzw. russischen und sowjetischen Geschichte vor und wenden sich sowohl an die wissenschaftliche wie allgemein geschichtsinteressierte Öffentlichkeit in Deutschland und Russland. Die einzelnen Dokumente werden im Volltext sowie zusätzlich als Faksimile-Abbildung präsentiert. Es wird ihnen jeweils eine von russischen oder deutschen Historikern verfasste Kommentierung vorangestellt. Zu den Autoren, die die Dokumente kommentieren, gehören unter anderem Wolfgang Benz, Michael Epkenhans, Philipp Gassert, Hermann Graml, Johannes Hürter, Hubertus Knabe, Sönke Neitzel, Bianka Pietrow-Ennker, Gregor Schöllgen, Andreas Wirsching und Jürgen Zarusky. Ihr Kommentar ist in eine kurze Zusammenfassung, eine ausführlichere Einführung, welche den Stellenwert des Dokuments in der Forschung erläutert, und ein Verzeichnis der verwendeten Quellen unterteilt.
Grundsätzlich wird eine Edition in deutscher und russischer Sprache angestrebt. Inhaltlich federführend sind der Lehrstuhl für Osteuropäische Geschichte der Friedrich-Alexander-Universität Erlangen-Nürnberg (Helmut Altrichter) und das Institut für Allgemeine Geschichte der Russischen Akademie der Wissenschaften. Finanziell gefördert wird das Editionsprojekt vom Bundesministerium des Innern.